# Spike Hughes
Patrick Cairns Hughes, genannt Spike Hughes (* 19. Oktober 1908 in London; † 2. Februar 1987) war ein britischer Jazzmusiker (Arrangeur, Bandleader, Bassist), Komponist, Journalist und Schriftsteller.

## Leben
Sein Vater Herbert kam aus Ulster (Nordirland) und war Redakteur des Daily Telegraph, Musiker und Gründer der Irish Folk Song Society. Seine Mutter hatte künstlerische Ambitionen und reiste mit ihm in seiner Kindheit durch ganz Europa zu Theater- und Opernaufführungen. Hughes wurde selbst vom Opern- und Theaterfieber angesteckt und schrieb 1923 seine erste Oper. Er nahm Privatunterricht in Wien beim Komponisten Egon Wellesz und begeisterte sich dort nicht nur für die Opern von Richard Strauss, sondern hörte auch 1924 erste Jazzmusik von Arthur Briggs, für dessen Band er auch arrangierte. Zurück in England plante er, zunächst in Cambridge zu studieren, ging dann aber nach London um ins (klassische) musikalische Leben einzutauchen, wo er auch die Bekanntschaft des Komponisten William Walton machte. Er schrieb Musikkritiken, begann sich aber auch wieder für die aus den USA herüberschwappende Jazzmusik zu interessieren und brachte sich selbst 1928 das Bass-Spiel bei, mit dem Endziel in Tanz-Bands als Arrangeur zu arbeiten. Walton vermittelte Kontakte zu Decca, die eine label-eigene Band gründen wollten. Er machte Aufnahmen mit seinen Bands The three blind mice und Decca-Dents. 1931 arrangierte und spielte er in der 1931 Revue von Charles B. Cochran. Im selben Jahr wurde er Kritiker (als „Mike“) für Melody Maker (bis 1945), was ihn über die Grenzen Englands bekannt machte. Gleichzeitig leitete er weiter ein Decca-Orchester und arrangierte für das Label. 1931 war er Bassist im Orchester von Jack Hylton, mit dem er auch auf Tour in Paris, Amsterdam und Brüssel ging. 1932 komponierte er das Jazz-Elemente enthaltende in London erfolgreich aufgeführte Ballett High Yellow und um  die gleiche Zeit eine Harlem Symphony. Im selben Jahr komponierte und arrangierte er (mit Hyam Greenbaum) die Musik für die Words and Music Revue von Noël Coward in Manchester. 1933 ging er nach New York, hauptsächlich um John Hammond zu treffen. Er hörte Bessie Smith, Art Tatum (dem er und Hammond bei Brunswick Solo-Aufnahmen vermittelten), Benny Goodman und die Dorsey Brüder im Onyx Club, und Billie Holiday als Sängerin in Monettes Supper Club, wo er sie mit John Hammond hörte, der allgemein als ihr „Entdecker“ gilt. Mit der Band von Benny Carter nahm er eigene Jazz-Kompositionen für Decca auf, die ihn als nicht zu unterschätzenden Schüler von Duke Ellington zeigen.
Nach der Rückkehr nach England wandte er sich ab 1934 als Musiker vom Jazz ab und einer Karriere als Schriftsteller zu. Er schrieb hauptsächlich über klassische Musik, aber schrieb auch Jazzkritiken (die in den 1930er Jahren beispielsweise Duke Ellington die Aufnahme beim englischen Publikum sehr erleichterten). 1946 und 1951 veröffentlichte er seine Autobiographie. 1954 heiratete er zum dritten Mal und ließ sich nahe Lewes in Sussex nieder. Er schrieb kenntnis- und geistreiche Opernbücher, aber auch Coarse Guides (Kurzführer) etwa über Cricket und Bridge, Reiseberichte, kulinarische Führer und arbeitete regelmäßig für BBC-Radio und berichtete von den Glyndebourne Opern-Festspielen im Fernsehen. Er schrieb auch die Geschichte der Festspiele und regelmäßig in deren Programmheften.

## Literarische Werke
- Opening Bars – Beginning an Autobiography, Pilot Press Ltd 1946
- Second Movement – Continuing the Autobiography, Museum Press 1951
- The Toscanini legacy, Neuauflage Dover 1970, ISBN 0486221008
- Famous Puccini Operas 1962
- Great opera houses – a travellers guide to their history and tradition, Weidenfeld and Nicholson 1957
- Famous Verdi Operas, Chilton Book 1968
- Famous Mozart Operas, als Mozarts great operas 1972 bei Dover, ISBN 0486228584
- Glyndebourne – A History, Methuen 1965, Neuauflage David and Charles 1981, ISBN 0715378910
- The Art of Coarse Travel 1957
- How to survive abroad, Methuen 1971
- The Art of Coarse Language 1974
- The Art Of Coarse Cricket, Museum Press 1954, 1966
- The Art Of Coarse Bridge, Hutchinson 1970
- The Art of Coarse Entertaining, 1972
- The Art Of Coarse Gardening - The Care and Feeding of Slugs 1968 (übersetzt: Abriss der Kunst des Gärtnerns – die Pflege und Fütterung der Schnecken)
- Out of Season – a travellers tale of a winter journey (Reisebericht aus dem winterlichen Italien 1955 bei der Recherche für ein Opernbuch)
- Cold food for all seasons
- Gateway Guide to Eating in Italy – Menues and Market 1968
- mit Charmian Hughes A pocket guide to italian food and wine 2. Auflage, Carbery Press, 1992, ISBN 0951871420

## Diskographie
- Spike Hughes and his All-American Orchestra (Decca Records, 1933) mit Coleman Hawkins, Dicky Wells, Chu Berry, Henry Red Allen u. a.
- Spike Hughes and Benny Carter (Retrieval, 1931–33)
- Spike Hughes: His Orchestra, three blind mice and Decca-Dents (Kings Cross Music, Zusammenstellung britischer Aufnahmen aus den 1930er Jahren)
- High Yellow - All his Jazz Compositions 1930-33 (Largo)